# Ole Eliasen
Ole Eliasen (født 21. juni 1952 i Århus) er en tidligere håndboldspiller og senere træner.
Eliasen spillede under sin juniortid for Aarhus Fremad og efterfølgende i AGF, hvor han spillede under seniortiden fra 1971 til 1976. Han skiftede herefter til HEI (1976-1978), og sluttede af i Århus KFUM i årene 1978-1981, hvor han 1980 vandt DM-guld. Han debuterede på landsholdet i 1974 og spillede i løbet af to sæsoner 32 landskampe og scorede 67 mål.
Efter den aktive karriere blev Eliasen træner for både Århus KFUM og Silkeborg KFUM. I perioden 1986-1990 var han landstræner for Danmark kvinder. I 1990'erne stod han også i spidsen for både østrigske klubhold og deres damelandshold.
Eliasen er i eftertiden blevet kendt for citatet "livet er for kort til kvindehåndbold", der er blevet en del af myten omkring det dansk kvindelandshold, da det begyndte at få succes i 90'erne og starten af 00'erne.
Han var i mange år vejleder og censor på EHF mastercoach uddannelsen.
Eliasen var afdelingslektor på Peter Sabroes Seminarium i Århus.
Efter det blev han ansat som partnerskabs konsulent på VIAs efter/videreuddannelse. Der var han med til at skabe Idrætsbørnehaver og idrætsSFO’er i samarbejdet med DIF